# ستيفان دورفلينجر
ستيفان دورفلينجر هو متسابق دراجات نارية سويسري فاز ببطولة سباق الجائزة الكبرى للدراجات النارية. نافس في سباقات بطولة العالم لفئة 125 سي سي ولفئة 50 سي سي.

## البطولات
- سباق الجائزة الكبرى للدراجات النارية 1982
- سباق الجائزة الكبرى للدراجات النارية 1983
- سباق الجائزة الكبرى للدراجات النارية 1984
- سباق الجائزة الكبرى للدراجات النارية 1985